# 天の子守歌
「天の子守歌」（てんのこもりうた）は、モンゴル出身の女性歌手オユンナの1枚目のシングル。

## 解説
1990年5月21日にポニーキャニオンよりリリースされたオユンナのデビュー曲。
1989年8月に開催された「第7回世界子ども音楽祭」でのグランプリ受賞曲。オユンナの自作の曲「母の子守歌」に日本語の歌詞をつけ発売された。
発売年に出場した第41回NHK紅白歌合戦で歌唱。
歌手夏川りみがアルバム『ファムレウタ～子守唄～』（2003年10月22日発売）でカバーし収録。 また、夏川りみが歌った「天の子守歌」は映画『O_chi 空を飛んだオッチ』（2005年公開）の主題歌となった。

## 収録曲
1. 天の子守歌
  - 作詞: 藤公之介、作曲: オユンナ、編曲: 川崎康宏
2. 天山
  - 作詞: 藤公之介、作曲/編曲: 川崎康宏

## 収録アルバム
- オユンナ ОЮУНАА（1990年11月21日）
- オユンナII黄砂（1992年9月2日）